# MS Wilhelm Gustloff
MS Wilhelm Gustloff – niemiecki statek pasażerski, flagowy statek wycieczkowy floty organizacji nazistowskiej Kraft durch Freude (KdF). Nosił imię zamordowanego w 1936 członka NSDAP, Wilhelma Gustloffa. Podczas wojny włączony w skład Kriegsmarine, kolejno przekształcony w okręt szpitalny i pływające koszary dla personelu dywizjonu szkolnego U-Bootwaffe. W styczniu 1945 roku został zatopiony przez radziecki okręt podwodny.

## Historia i rejsy
Statek powstał w hamburskiej stoczni firmy Blohm und Voss w roku 1937 (data położenia stępki 4 sierpnia 1936, nr budowy 511). Wodowanie odbyło się przy udziale Adolfa Hitlera. Matką chrzestną statku została wdowa po Wilhelmie Gustloffie, Hedwig Gustloff z domu Schoknecht, swego czasu sekretarka Hitlera. Miał 208,5 m długości i pojemność 25484 BRT. Rozwijał prędkość 15,5 węzła. Posiadał 221 kabin dwuosobowych oraz 239 kabin czteroosobowych. Liczba miejsc pasażerskich wynosiła 1465 w jednej klasie, załoga liczyła około 500 osób. W momencie swego wejścia do służby MS „Wilhelm Gustloff” był piątym co do wielkości niemieckim statkiem pasażerskim.

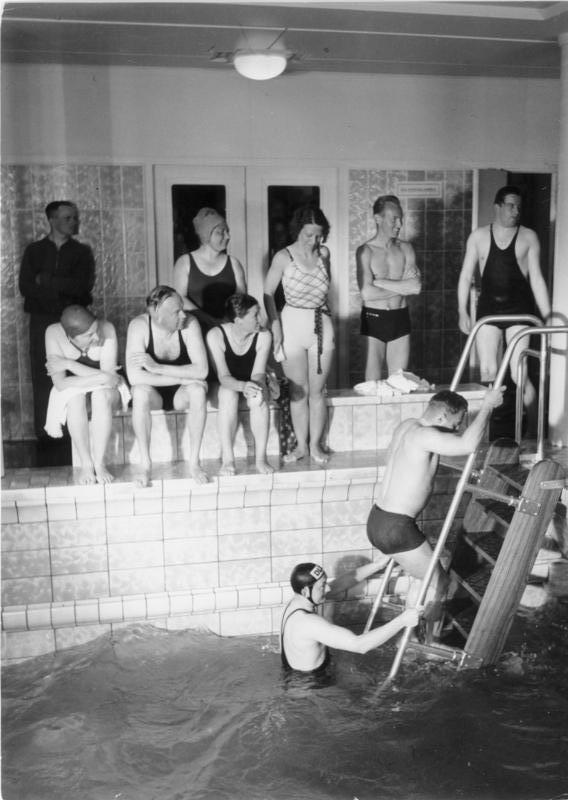
Basen na statku, 1938

Od marca 1938 do sierpnia 1939 roku odbył około 50 rejsów wycieczkowych, opływając między innymi dziesięciokrotnie Półwysep Apeniński i wielokrotnie goszcząc na wodach Norwegii. W kwietniu 1938 roku załoga statku, dowodzonego przez kapitana Carla Luebbego, uratowała 19 osób z tonącego angielskiego statku „Pegaway”, za co statek został później odznaczony specjalną plakietą.
22 kwietnia 1938 roku, podczas pierwszego rejsu „Gustloffa” na Maderę, zmarł nagle kapitan Luebbe – pierwszy kapitan statku. Do Lizbony doprowadził motorowiec pierwszy oficer R. Vollert.
W kwietniu 1939 roku statek pod dowództwem kpt. H. Bertrama wyszedł wraz z motorowcem „Robert Ley” i pięcioma innymi statkami KdF z Hamburga do Hiszpanii, by zabrać z portu Vigo lotników i personel lądowy Legionu „Condor”, uczestniczącego w zakończonej niedawno wojnie domowej w Hiszpanii.
Bilans pokojowej służby motorowca to około 50 rejsów, w tym 17 podróży na wody norweskie i 10 rejsów dookoła Włoch. Wszedł do historii żeglugi jako pierwszy jednoklasowy wycieczkowiec świata.
Podczas wojny MS „Gustloff” był najpierw przez kilka miesięcy jednostką szpitalną (podobnie jak bliźniacza jednostka „Robert Ley”). We wrześniu 1939 roku zabrał z Gdańska 685 rannych żołnierzy niemieckich. Potem został przejęty przez Kriegsmarine jako jednostka pomocnicza – hulk koszarowy dla personelu jednostki szkolnej U-Bootwaffe. Służył również do transportu wojska. Miał zamontowaną broń przeciwlotniczą i wyposażony był w wyrzutnie bomb głębinowych. Podczas alianckiego nalotu na Gdynię w październiku 1943 roku kadłub okrętu doznał nieznacznych uszkodzeń wskutek pobliskich eksplozji bomb.
Do 1945 roku cumował w Gdyni. W wyniku ofensywy sowieckiej i podczas wycofywania się Niemców z Polski statek jako transportowiec został użyty do ewakuacji niemieckiej ludności i zdrowych oraz rannych żołnierzy (w tym personelu 2. Flotylli Szkolnej Okrętów Podwodnych) z Gdyni przed nacierającymi wojskami radzieckimi (Operacja Hannibal). Ponowne uruchomienie statku i dostosowanie do roli jednostki ewakuacyjnej wymagało sporego nakładu pracy.

## Zatopienie

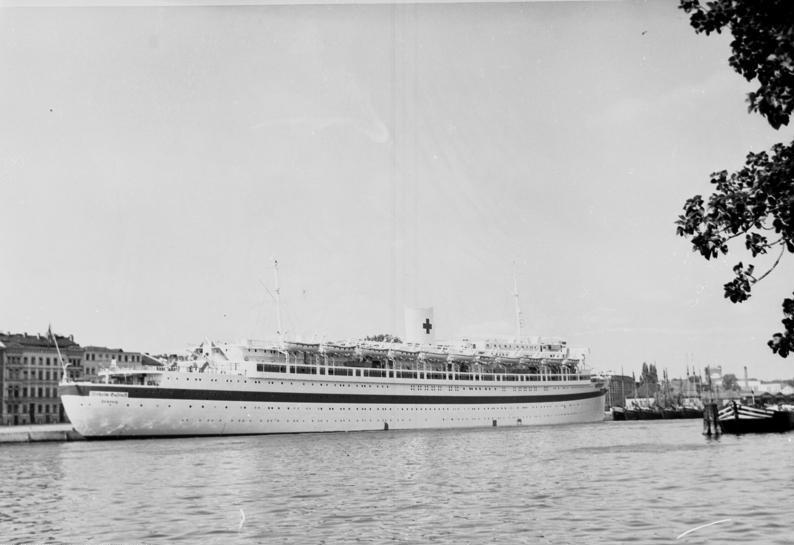
MS „Wilhelm Gustloff” w Szczecinie jako okręt szpitalny, 1939

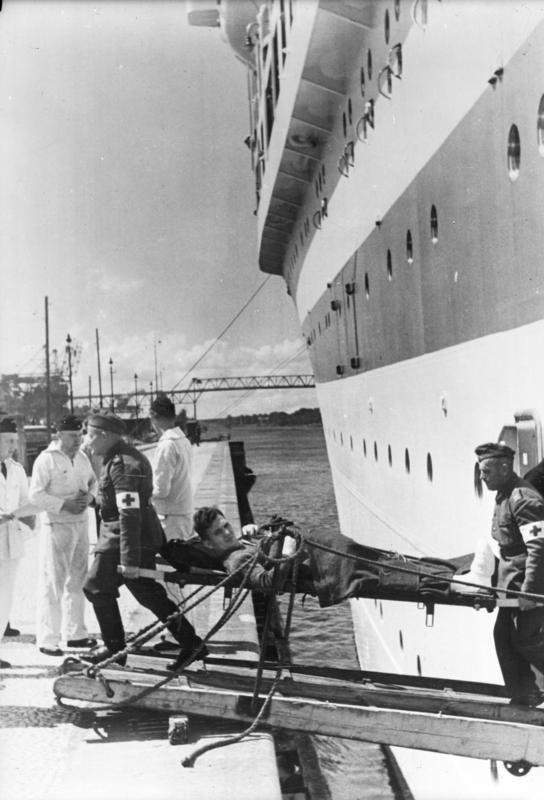
Ranni żołnierze niemieccy wracają do ojczyzny, Kilonia, lipiec 1940

W swój ostatni rejs jednostka wyruszyła z Gdyni 30 stycznia 1945 roku pod eskortą torpedowca „Löwe”. Na pokładzie „Gustloffa” znalazło się 173 członków załogi, 918 oficerów i marynarzy z II dywizji szkolnej okrętów podwodnych (2. U-Boot Lehr Division), którzy mieli obsadzić bądź uzupełnić załogi U-Bootów, 373 kobiety z pomocniczego korpusu Kriegsmarine, które były wojskowymi telefonistkami, telegrafistkami, maszynistkami, kreślarkami czy pielęgniarkami, 162 rannych żołnierzy Wehrmachtu oraz 4424 uciekinierów, wśród których byli funkcjonariusze organizacji Todta, junkrzy, policjanci, gestapowcy, działacze NSDAP i rodziny urzędników hitlerowskich, uciekających z zajmowanych przez wojska radzieckie terenów. Łącznie, według najnowszych ocen, na okręcie znalazło się co najmniej 10 tys. osób, co potwierdza depesza nadana z jednostki. MS „Wilhelm Gustloff” miał w swoim ostatnim rejsie wieloosobowe dowództwo. Z ramienia Marynarki Wojennej personelem wojskowym na statku dowodził kmdr. por. Wilhelm Zahn, zaś z ramienia floty handlowej – jeden z etatowych przedwojennych kapitanów statku, Friedrich Petersen. Skład kolegialnego dowództwa uzupełniali, odkomenderowani specjalnie na ten jeden rejs, dwaj tzw. „Fahrenskapitaene” – Heinz Koehler i Harry Weller. Ten ostatni, już po trafieniu statku torpedami, zamknął grodzie wodoszczelne w kadłubie, odcinając w ten sposób części wolnej wówczas od służby załogi drogę ucieczki.
O godzinie 21:16 czasu pokładowego na wysokości Ulinii k. latarni morskiej Stilo na wschód od Łeby „Wilhelm Gustloff” został trafiony trzema torpedami, wystrzelonymi przez radziecki okręt podwodny S-13 dowodzony przez komandora podporucznika Aleksandra Marinesko. Pierwsza z nich rozerwała poszycie dziobu. Druga trafiła w środek statku na wysokości basenu pływackiego, a trzecia w maszynownię. Eksplozje wywołały ogromną panikę. Prawie wszystkie kobiety ze służby pomocniczej, skoszarowane na dnie osuszonego basenu, zginęły niemal od razu (ocalały tylko dwie). Okręt bardzo szybko przechylił się na lewą burtę. Masy ludzkie skierowano na oszklony pancernymi szybami pokład spacerowy, skąd niemal nikt nie był w stanie wydostać się na pokład. Nie wszystkie szalupy można było spuścić, gdyż żurawiki były zamarznięte. Kilka łodzi odczepiono zbyt wcześnie i te powpadały do morza, inne przewracały się na falach z powodu dużego przeciążenia. Na pokładzie walczono o dostęp do łodzi i o tratwy ratunkowe, dochodziło do bójek, padały nawet strzały, również samobójcze. Pokład przechylał się coraz bardziej. Każdy, kto dostał się do wody, ginął w wyniku hipotermii w ciągu kilku minut. Około godziny 22:25, 65 minut po storpedowaniu, okręt całkowicie zanurzył się w morzu.
W akcji ratowania rozbitków z „Gustloff” wyróżniła się m.in. załoga wielkiego torpedowca „T-36” (typu „Elbing”) pod dowództwem kpt. Heringa. Niemieckie jednostki przybyłe na ratunek wydobyły z wody jedynie 1215 żywych rozbitków (T-36 564, T Löwe 472, dwa poławiacze min 98 i 43, parowiec Göttingen 28, TF-19 7, parowiec Gotenland 2 i VP-1703 1 osobę). Według badań Heinza Schöna (1926-2013), asystenta ochmistrza na „Wilhelmie Gustloffie”, a zarazem wieloletniego badacza dziejów „Kadeefu”, samego „Wilhelma Gustloffa” oraz jego zatopienia – liczba ofiar, według danych z dokumentów oraz relacji ocalałych członków załogi wynosi 6600 osób i jest to obecnie jedyna wartość potwierdzona badaniami. Praktycznie poza kilkudziesięcioma osobami, które zginęły w trakcie wybuchu torped, większość ofiar zamarzła w wodzie. Rozbitków jednej z szalup zabiło działo przeciwlotnicze, które wypadło z rufy okrętu. Była to największa tragedia morska w zapisanej historii ludzkości (największa znana liczba ofiar zatonięcia jednego statku). Storpedowanie jednostki pomocniczej, idącej w konwoju okrętów wojennych, było jednak całkowicie zgodne z prawem wojennym, a konkretnie z układem londyńskim z 1936 roku, regulującym zasady prowadzenia wojny podwodnej.
Podczas przygotowania ostatniego rejsu statku popełniono szereg kardynalnych błędów, z których najważniejszymi były – użycie uzbrojonej jednostki pomocniczej MW do ewakuacji ludności cywilnej, dopuszczenie do jej znacznego przeładowania, i wysłanie jej w rejs z eskortą.

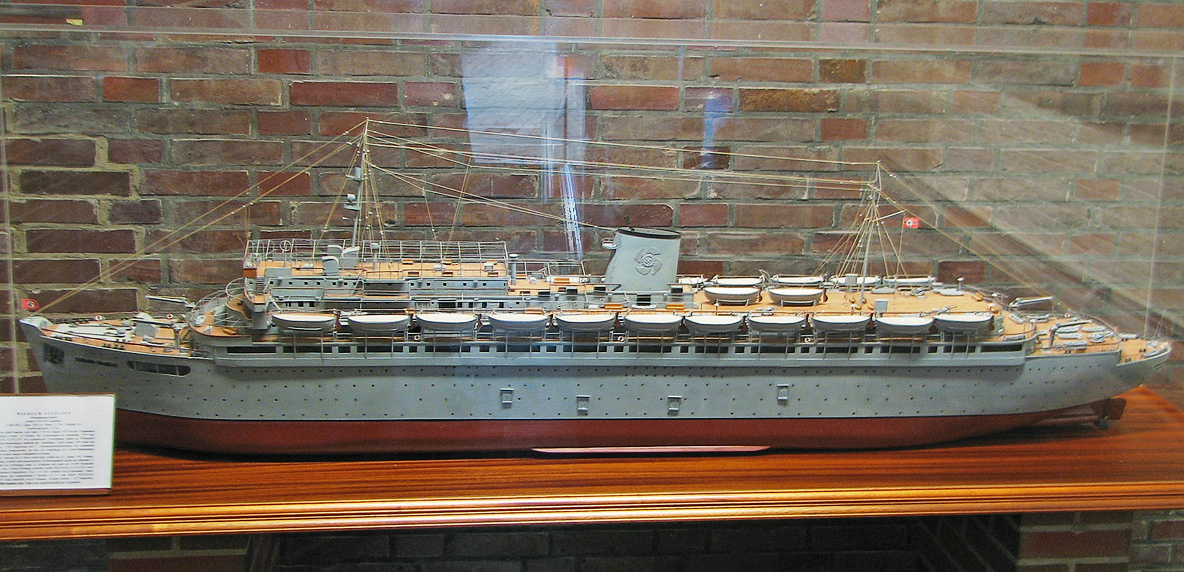
Model MS „Wilhelm Gustloff”

Część z ofiar została w tajemnicy pochowana w Łebie i Ustce.
Dziejopisem motorowca stał się Heinz Schön (urodzony w Jaworze na Dolnym Śląsku w 1926 roku). Brał on udział w ostatnim rejsie „Gustloffa” jako asystent ochmistrza i po wojnie postanowił zachować pamięć o motorowcu dla potomności, spisując jego dzieje od zamachu na „Wilhelma Gustloffa” po ostatnie chwile okrętu. W roku 2013, po śmierci Heinza Schöna, jego prochy zostały zatopione w specjalnej urnie, wykonanej z soli, na wraku „Wilhelma Gustloffa”.
Wrakiem interesowali się Rosjanie; w związku z poszukiwaniami tzw. Bursztynowej Komnaty – bezcennego dzieła osiemnastowiecznej sztuki bursztyniarskiej, zrabowanego przez hitlerowców w Carskim Siole – w latach 60. XX wieku dokładnie spenetrowali „Gustloffa”, czego dowiodły badania z 2004 roku.
Zachowany dzwon okrętowy jest obecnie eksponatem Muzeum II Wojny Światowej w Gdańsku.

## Wrak
patrz Wraki polskiego wybrzeża
- pozycja: 55°07′27,7″N 17°42′14,6″E/55,124361 17,704056
- głębokość: rufa 45 m – dziób 47 m
- minimalna głębokość nad wrakiem: 31 m

W 1994 roku Polska uznała wrak MS Wilhelm Gustloff za mogiłę wojenną, w związku z czym zakazane jest nurkowanie na wrak i w promieniu 500 m od niego.

## MS Wilhelm Gustloff w kulturze
Filmy fabularne
- Nacht fiel über Gotenhafen, reżyseria: Frank Wisbar, 1959 (czarno-biały)
- Gustloff: Rejs ku śmierci, reżyseria: Joseph Vilsmaier, 2008

Filmy dokumentalne
- Schiff ohne Klassen – Die Wilhelm Gustloff, 1938
- Triumph und Tragödie der Wilhelm Gustloff, realizacja: Karl Höffkes i Heinz Schön, 2008
- Die Gustloff (pol. Ostatni rejs Gustloffa), dwuczęściowy film ZDF, reżyseria: Joseph Vilsmaier, 2008

Książki
- Ostatni rejs, zatopienie i wyprawy nurkowe na wrak opisane są w książce Marcina Jamkowskiego „Duchy z głębin Bałtyku. Gustloff, Steuben, Goya” z 2010
- Historia zatopienia znalazła się na pierwszym planie fabularyzowanej książki Idąc rakiem (oryg. niem. Im Krebsgang), powieści Günter Grassa z 2002
- Heinz Schön, Tragedia Gustloffa, Wydawnictwo Replika, Zakrzewo, 2006
- „Gustloff”, Tatjana Dönhoff, Rainer Berg, Wydawnictwo Literackie Muza, Warszawa 2009
- Henryk Mąka, Bałtyckie wraki Führera, Wydawnictwo Bellona, Warszawa 2017[15].
- Sól morza, Ruta Sepetys, Nasza Księgarnia 2019
- Andrzej Soysal, Wilhelm Gustloff. Zagłada przyszła z głębin, Wydawnictwo DJ, Gdańsk 2005
- Clive Cussler i Paul Kemprecos, w prologu książki "Bieguny zagłady" z 2005 roku, opisują atak za okręt i jego zatopienie - jako tło ucieczki z Niemiec wybitnego węgierskiego naukowca i opiekującego się nim niemieckiego oficera.